# Parametrická rezonance
Při parametrické rezonanci se soustava udržuje v kmitání tím, že se pravidelně mění její vhodný vnitřní parametr. V tomto případě se kývání nohama vsedě anebo pokrčováním nohou vestoje mění moment setrvačnosti houpačky s pasažérem vůči ose rotace.
Oproti obyčejné rezonanci jsou zde některé rozdíly:
Jeden úplný kmit houpačky je např. od levé krajní polohy přes nejnižší polohu, pravou krajní polohu, opět nejnižší polohu a zpět do výchozí levé krajní polohy. Během něj se ale dítě skrčí dvakrát – jde do kolen vždy, když jde houpačka dolů do nejnižší polohy. Rezonanční frekvence ωp = 2ω.
Další zvláštní odchylkou od nucených kmitů je to, že parametrickou rezonancí lze sice zesílit už existující kmity, ale nelze se s ní rozhoupat z naprostého klidu. Matematické vyšetřování takových kmitů je však i v nejjednodušším případě mnohem náročnější.